# Ruaidrí Ua Flaithbertaig
Ruaidrí Ua Flaithbertaig  ou Ruaidhri Ua [F]laithbertach (floruit XIIe siècle) est un roi de Tír Eoghain de la fin XIIe siècle qui règne de 1186 à 1187.

## Biographie
Ruaidhrí est issu de la lignée éloignée des Ui Neil du Cenel nEogain de Telach-oc. Il accède au trône en déposant Domnall mac Aeda Mac Lochlainn, comme le mentionnent les Annales d'Ulster La même année il tue son propre frère et rival Conchubhar Ua Flaithbertaigh à Ara 
Dès l'année suivante les mêmes annales relèvent que « Ruaidhri Ua [F]laithbertaigh, roi de Cenel-Eogain, est tué lors d'une incursion au Tir-Conaill ».